# Autoportrait copiant le Bélisaire et l'enfant à mi-corps de David
L’Autoportrait copiant le Bélisaire et l'enfant à mi-corps de David est un tableau de l'artiste peintre française Marie-Guillemine Benoist, née Laville-Leroulx, qu'elle présente en 1786 à l'Exposition de la Jeunesse, à Paris. Il a été acquis en 2020 par le Staatliche Kunsthalle de Karlsruhe, en Allemagne.
Il s'agit de la plus connue des représentations de l'artiste.

## Description
L'artiste s'est représentée jusqu'aux genoux en position assise, vêtue d'une tunique blanche antique « à la grecque » serrée sous la poitrine par un ruban rouge, l'épaule droite dénudée. Ses longues boucles châtaines, éparses sur ses épaules, sont retenues au-dessus de son front par un ruban blanc. De longs colliers de perles blanches s'enroulent autour de ses bras. Une draperie ocre bordée d'un motif floral rouge enveloppe le bas du corps et recouvre la cuisse gauche.
Une draperie ocre très semblable, voire identique, apparaît dans des tableaux de Jacques-Louis David, le nouveau maître de Marie-Guillemine Benoist depuis 1786 : elle drape la figure d'Andromaque dans La Douleur et les Regrets d'Andromaque sur le corps d'Hector son mari (1783), celle de Sabine dans Le Serment des Horaces (1785), ou encore la femme dans Bélisaire demandant l'aumône (1781).

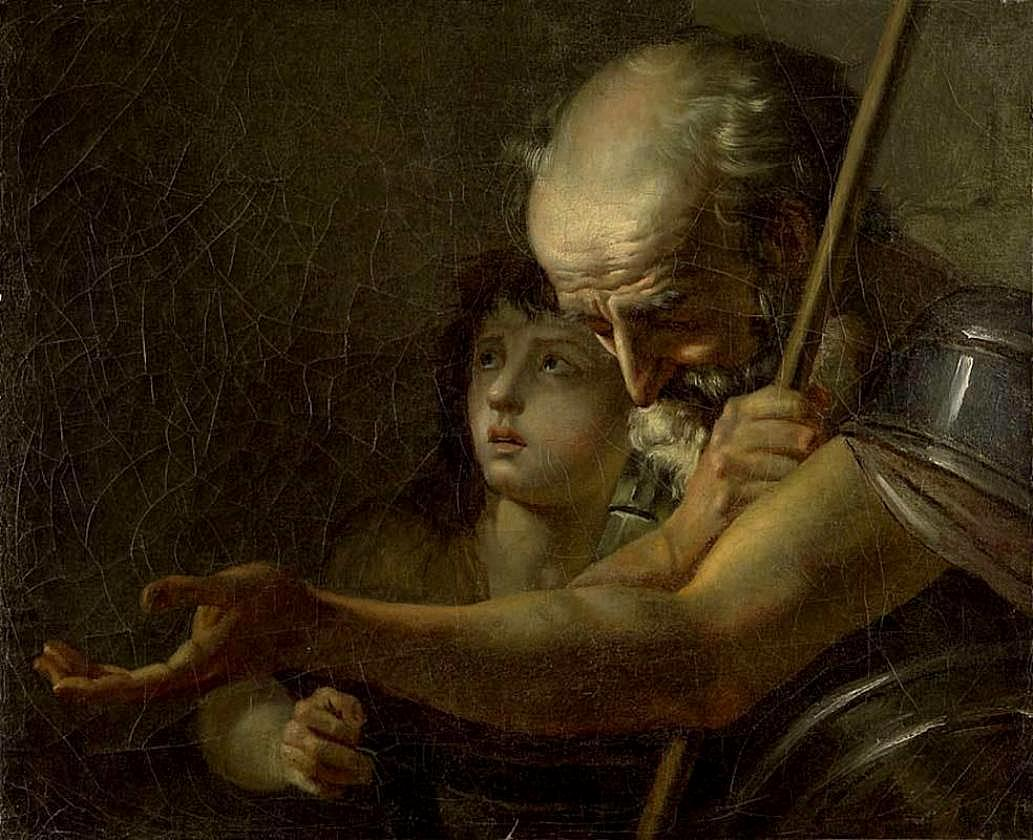
David, Bélisaire, 1780

L'artiste se tient devant un chevalet, fixant le spectateur, tenant de sa main droite un pinceau, suspendu près de la toile ; sa main gauche tient sa palette et sept autres pinceaux. Le tableau qu'elle est en train de copier est Bélisaire et l'enfant à mi-corps, dit aussi Bélisaire à mi-corps, une version préliminaire du thème de Bélisaire peinte par son maître Jacques-Louis David à Rome en 1779-1780 avant la réalisation de son Bélisaire demandant l'aumône présenté au Salon de 1781.

## Historique
Le tableau, demeuré la propriété de Marie-Guillemine Benoist, passe après sa mort à son second fils, Denys Benoist d'Azy. En 1913, au moment où il est présenté en public lors de l'exposition David et ses élèves organisé au Petit Palais, il appartient à l'arrière-petite-fille de l'artiste, Thérèse Benoist d'Azy (1858-1940), marquise de l'Espinay, épouse de Zénobe Alexis de Lespinay, qui le conserve dans son château d'Azy. Par l'intermédiaire de sa fille Jacqueline de Lespinay (1889-1977), mariée à Léopold de Croÿ, prince de Croÿ-Solre, l'autoportrait passe ensuite aux Croÿ-Solre.
Le 12 décembre 2004, l’Autoportrait copiant le Bélisaire et l'enfant à mi-corps de David est vendu aux enchères à Paris pour 114 884 euros, ce qui constitue alors un record mondial pour une œuvre de l'artiste, qui ne sera battu qu'en 2020 avec Les Adieux de Psyché à sa famille.
Acquise à cette vente par le marchand d'art Wildenstein & Co (en) de New York,, l'œuvre est présentée au public plusieurs fois au cours des années suivantes : à l'exposition soulignant le centenaire de la succursale new-yorkaise de Wildenstein (New York, 2005-2006) ; à la grande rétrospective consacrée à Élisabeth Vigée Le Brun présentée aux Galeries nationales du Grand Palais (Paris, 2015-2016) ; enfin à l'exposition italienne sur Ingres et la vie artistique au temps de Napoléon au Palazzo Reale (Milan, 2019).
L'autoportrait réapparaît sur le marché de l'art à l'automne 2019 au kiosque de Wildenstein & Co à la TEFAF New York, où il suscite beaucoup d'intérêt chez les représentants des institutions culturelles. Parmi ces derniers se trouve Pia Müller-Tamm (de), directrice du Staatliche Kunsthalle de Karlsruhe, en Allemagne, où travaille alors Astrid Reuter, qui avait consacré sa thèse de doctorat à Marie-Guillemine Benoist,. Le musée allemand annonce l'acquisition de la toile en novembre 2020,,.